# Amblyseius araraticus
Amblyseius araraticus är en spindeldjursart som beskrevs av Arutunjan och Ohandjanian 1972. Amblyseius araraticus ingår i släktet Amblyseius och familjen Phytoseiidae. Inga underarter finns listade i Catalogue of Life.